# Después del invierno
Después del invierno es una novela de la escritora mexicana Guadalupe Nettel, publicada en 2014 por la editorial Anagrama y ganadora del prestigioso Premio Herralde en su edición del mismo año. La trama sigue la historia de Claudio, un cubano misántropo que vive en Nueva York, y de Cecilia, una mexicana solitaria que realiza sus estudios de postgrado en París, cuyas vidas posteriormente se entrelazan en un breve amorío.
De acuerdo a la autora, el título de la novela hace referencia a la posibilidad de las personas de resurgir luego de encarar el dolor.

## Argumento

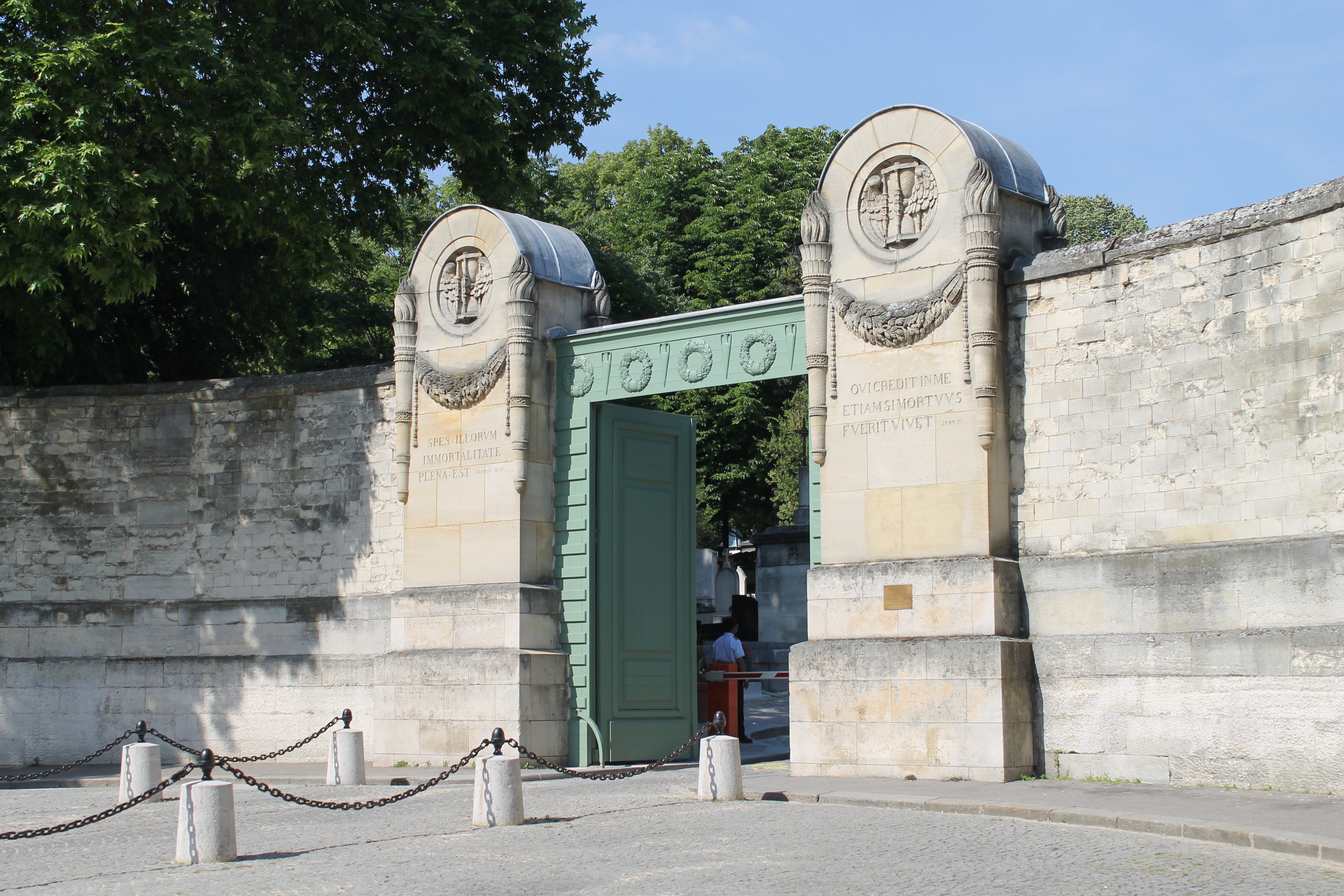
La protagonista habita frente al Cementerio del Père Lachaise

Claudio tiene una vida cómoda en el departamento que compró luego de años de trabajar en una editorial y en el que no permite que ningún otro ser humano ingrese. Su vida se basa en rutinas bien definidas que le permiten aprovechar el tiempo al máximo para trabajar, ir al gimnasio y dedicarse a las actividades intelectuales que le ayudan a sentirse superior a las personas que lo rodean. Antes de vivir en Nueva York habitaba en Cuba, donde había tenido una infancia llena de privaciones, aunque siempre se inclinó por las letras. Tiempo atrás había iniciado una relación con Ruth, una mujer millonaria mayor que le atría por considerarla callada y descomplicada. Cecilia, por su lado, estudiaba una maestría en París que ganó gracias a una beca. Desde pequeña había sido una muchacha solitaria y con pasatiempos poco comunes, como caminar por cementerios. En la actualidad vivía en un departamento frente al Cementerio del Père Lachaise.
Un día, el vecino de Cecilia, Tom, le reclama por el ruido de su radio, lo que da paso al inicio de una amistad que con el tiempo los lleva a enamorarse, aunque no inician una relación. Cecilia pronto se entera de que Tom tenía una enfermedad incurable y que podría tener pocos años de vida. Una mañana Tom le anuncia que haría un viaje corto a Sicilia, pero pasan meses sin que Cecilia reciba noticias de él, por lo que queda devastada. Claudio viaja junto a Ruth a París por unos días y conoce a Cecilia, de quien se obsesiona al convencerse de que era la mujer destinada a hacerlo feliz. Cuando regresa a Nueva York le escribe constantes cartas apasionadas, aunque mantiene su relación con Ruth ante el fastidio que le ocasionarían sus reclamos.
Claudio visita a Cecilia en París y empiezan un amorío. Ella no se encuentra tan entusiasmada como Claudio, pero se deja llevar. Tiempo después lo visita en Nueva York, donde poco a poco descubre la verdadera personalidad de Claudio. Un día en que Claudio no regresa del trabajo, Cecilia encuentra decenas de llamadas de Ruth en tono de reclamo, pues Ruth había estado espiándolos y sabía que Cecilia se alojaba con él. Cecilia se marcha de la casa de Claudio, vuelve a París y decide jamás volver a responder sus mensajes. Claudio se vuelve desesperado e inestable, etapa de la que solo logra salir al hacerse adicto al atletismo. Participa en varias maratones, pero resulta herido en el Atentado de la maratón de Boston, por lo que pierde una pierna.
Tom vuelve de su viaje y Cecilia se da cuenta de que lo seguía amando. Empiezan una relación y conviven varios meses antes que Tom empeora y termina en el hospital. Aunque había posibilidades de salvarse con un trasplante, Tom empeora más rápido de lo esperado y fallece. Cecilia pasa meses deprimida, corta todo contacto con el mundo y deja los estudios. Claudio debe acostumbrarse a su nueva vida sin pierna. Poco a poco se resigna a quedarse con Ruth, quien lo ayuda en lo que más puede, y acepta que nunca encontrará a la mujer idealizada. En París, unos amigos de Cecilia la visitan y, al ver el estado en que se encontraba, la llevan a vivir con ellos. Cecilia poco a poco se recupera, decide quedarse en París y finalmente supera la muerte de Tom.

## Personajes principales
- Claudio: es un migrante cubano cuarentón y misógino que vive en Nueva York. Odia la compañía de las personas en general y se impone rígidas rutinas diarias. Entre sus pasiones se cuentan los robots, particularmente porque desea parecerse más a ellos. Tiene una novia rica a la que a duras penas puede aguantar llamada Ruth, aunque sueña con encontrar a una mujer ideal que realmente lo pueda hacer feliz.[2] Cuando conoce a Cecilia se convence de que ella es esa mujer por el orden y la limpieza que encuentra en su departamento y se obsesiona con ella,[5] aunque la relación no prospera.[6] Posteriormente es diagnostivado con trastorno obsesivo-compulsivo.[5]

- Cecilia: es una joven mexicana de 25 años, bastante solitaria, que estudia un postgrado en París y no logra encontrar su propósito. Vive en un departamento frente al Cementerio del Père Lachaise, donde se distrae viendo los funerales.[2] Al llegar a París se le dificulta adaptarse a las costumbres de la ciudad, especialmente a la obsesión por tener una figura perfecta.[7] Meses después se enamora de su vecino, Tom, quien sufre de hipertensión arterial pulmonar. Cuando la enfermedad de Tom empeora y se vuelve más dependiente de Cecilia, ella empieza a ver en el cuidado de Tom el propósito que tanto le había buscado a su vida.[5][6]

- Ruth: es la novia de Claudio, descrita como una mujer mayor, millonaria y de personalidad refinada y sumisa. Su estado de ánimo apacibe es producto de los antidepresivos que toma a diario desde su antiguo divorcio, y que Claudio alaba afirmando que eran "la receta de la mujer adecuada a mi temperamento". Cuando se entera de la relación entre Claudio y Cecilia sufre una crisis nerviosa y amenaza con suicidarse.[7]

- Tom: es el vecino italiano de Cecilia, con quien ella empieza una relación. Trabaja en una librería y es excelente cocinero. Sufre de hipertensión arterial pulmonar, enfermedad que lo postra en un hospital, donde espera sin éxito un trasplante.[5][2][7]

## Escritura

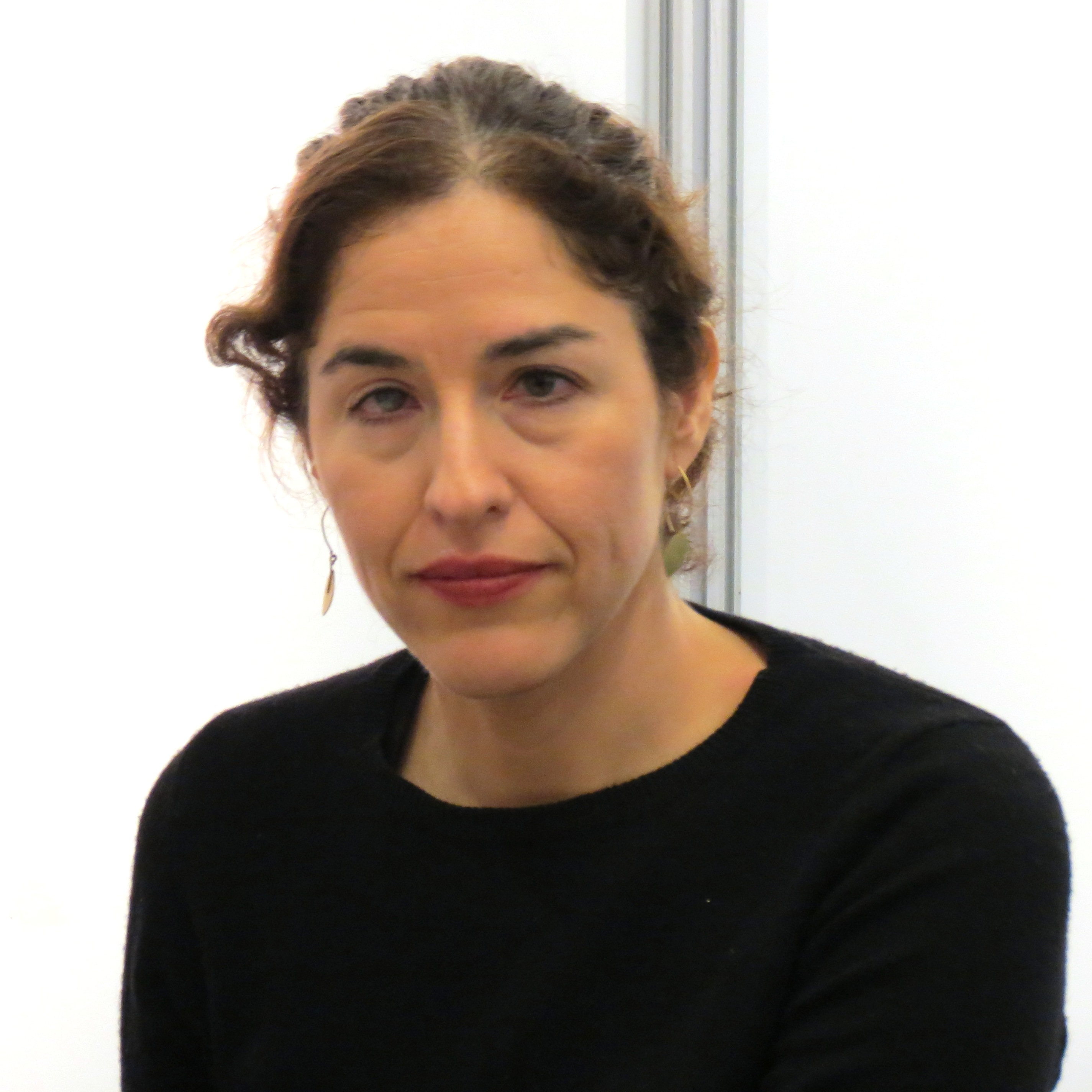
Guadalupe Nettel en 2015

La escritura de la novela tomó 10 años. Durante ese tiempo, Nettel hizo pausas para escribir y publicar dos libros adicionales: la novela El cuerpo en que nací (2011) y el libro de cuentos El matrimonio de los peces rojos (2013). La autora comenta que lo que la llevó a escribirla fueron varias experiencias que tuvo mientras estaba viviendo en París, tiene algún rasgo autobiográfico, pero casi todo es ficción. Nettel también aseveró que crear las voces narrativas de los dos protagonistas, con un tono y características propias, fue una de las partes que más tiempo le tomó, en particular el diferenciar la voz de Cecilia de la suya.
Para crear varias características de la personalidad de Claudio, como su arrogancia y misoginia, Nettel se inspiró en aforismos de Arthur Schopenhauer sobre el amor y las mujeres. Su intención con Claudio era crear un personaje que se "ridiculizara" a sí mismo sin notarlo. Para el personaje de Cecilia, en cambio, se basó en experiencias propias, como los años que vivió en París y la soledad que experimentó en esa época, así como su fascinación con los cementerios y la pérdida de un ser querido a causa de la hipertensión arterial pulmonar. Utilizó además sus propios diarios personales de su etapa en París.
La novela está contada en primera persona y alterna de narrador en cada capítulo entre Claudio y Cecilia.

## Recepción
Después del invierno ganó la edición de 2014 del Premio Herralde de Novela, de entre 1.462 obras participantes, y que Nettel envió al concurso con el nombre Spleen y el seudónimo B. Parker. Carlos Zanón, del diario español El País, alabó la novela, en especial la profundidad de los personajes, y aseveró que cementaba la posición de Nettel como "nueva sensación de las letras hispanoamericanas". Esta característica también fue destacada por El Periódico de Catalunya, que calificó el libro como "una novela trágicamente apacible, coral y caleidoscópica, que busca dar a la insoluble tragedia del vivir una resolución en forma de antídoto contra la omnipresencia de la nada". Nadal Suau, de El Cultural, criticó la novela, afirmando que estaba "asediada de clichés" y que los personajes no eran suficientemente convincentes.
La edición en inglés de la novela también fue mayoritariamente bien recibida. La reseña de Kirkus Reviews la llamó "un compasivo retrato escrito de la soledad urbana y del impulso humano de pertenecer", mientras que la de Publishers Weekly la calificó como una "penetrante, potente novela que muestra cómo incluso el más corto romance puede afectar el resto de una vida". Callum Angus, escribiendo para el Los Angeles Review of Books, destacó en particular la forma en que Nettel exploraba la muerte, la pérdida y los efectos del sufrimiento en la salud corporal de los protagonistas. La construcción psicológica de los personajes fue tildada de "impresionante" por Ruth McKee en una pieza de The Irish Times, aunque se refirió al lenguaje como poco estimulante.
Más negativa fue la reseña de Cleaver Magazine, que criticó la forma en que Nettel abordó la salud mental de los protagonistas y aseveró que al principio daban la impresión de ser "caricaturas" creadas a partir de sus costumbres extravagantes.